# Fentanil
O fentanil é um opioide utilizado como medicação para a dor e também pode ser usado juntamente com outros medicamentos para a anestesia. Este composto tem um rápido início de acção e os seus efeitos duram geralmente menos de uma ou duas horas. O fentanil pode ser administrado por injecção intravenosa, penso transdérmico e por via oral.
Os seus efeitos colaterais mais comuns incluem náusea, obstipação, sonolência e confusão. Já os efeitos secundários graves podem incluir uma diminuição do esforço para respirar (depressão respiratória), síndrome da serotonina, pressão arterial baixa, ou dependência. O fentanil funciona, em parte, pela activação de receptores µ-opioides. É cerca de 50 vezes mais forte que a heroína e 100 vezes mais forte que a morfina.
O fentanil foi produzido pela primeira vez por Paul Janssen, em 1960, e aprovado para uso médico nos Estados Unidos em 1968. Ele foi desenvolvido através de testes químicos semelhantes em estrutura à petidina (meperidina) para a actividade de opiáceos. Em 2015, 1,600 quilogramas (3,53 lb) foram utilizados globalmente. Em 2017 o fentanil foi o opiáceo sintético mais utilizado na medicina. Num contexto geral, o custo médio no mundo em desenvolvimento, em 2015, esteve entre 0,08 e de 0,81 dólares (USD) por frasco de 100 microgramas. Nos Estados Unidos, em 2017, esta mesmo quantidade custa cerca de 0,40 USD.
Pensos transdérmicos de fentanil estão na Lista de Medicamentos Essenciais da Organização Mundial de Saúde, uma lista dos mais eficazes e seguros medicamentos necessários em um sistema de saúde.
O Fentanil é também produzido de forma ilegal e usado como uma droga recreativa, muitas vezes, misturado com heroína ou cocaína. Em 2016, mais de 20 mil pessoas faleceram nos Estados Unidos devido a overdoses de fentanil ou de algum análogo.

## História
O fentanil foi sintetizado pela primeira vez por Paul Janssen, sob a marca da Janssen Pharmaceutica em 1959, sendo introduzido nos anos 60 como um anestésico endovenoso de nome Sublimaze. Nos anos 90 a Janssen Pharmaceutica desenvolveu o "patch" transdérmico Durogesic, associação de um gel alcoólico inerte com doses selecionadas de fentanil que providencia a administração constante do opioide por um período de 48 a 72 horas. 
Um rebuçado aromatizado de citrato de fentanil, misturado com substâncias inertes foi introduzido sob o nome Actiq como a primeira formulação de início de ação rápida de fentanil para a dor crónica. Também foram ou estão a ser desenvolvidos tabletes efervescentes e spray de fentanil para alívio rápido da dor. O Onsolis é uma formulação de fentanil que utiliza uma tecnologia de nome BEMA ("fentanil buccal soluble film") de libertação do fármaco através de um  pequeno disco colocado na boca - impede o abuso por inalação ou ingestão da droga.

## Usos terapêuticos
O fentanil por via intravenosa é usado extensivamente para anestesia e como analgésico, sobretudo em procedimentos no bloco operatório e em unidades de cuidados intensivos. É administrado frequentemente em associação com um benzodiazepínico, como o midazolam ou o diazepam para sedação em procedimentos endoscópicos,radiológicos ou dentários.

### Anestesia
O fentanil intravenoso costuma ser usado para anestesia e para tratar a dor. Para induzir a anestesia, é administrado em associação com outros medicamentos, como propofol ou tiopental, e um relaxante muscular. Para manter a anestesia, anestésicos inalatórios e fentanil adicional podem ser usados. Frequentemente, são administrados em intervalos de 15 a 30 minutos durante procedimentos como endoscopia, cirurgias e em salas de emergência.
Para alívio da dor após a cirurgia, o uso pode diminuir a quantidade de anestésico inalatório necessária para a emergência da anestesia. Equilibrar esse medicamento e titulá-lo com base nos estímulos esperados e nas respostas da pessoa pode resultar em uma pressão arterial e frequência cardíaca estáveis durante todo o procedimento e uma saída mais rápida da anestesia com o mínimo de dor.

### Obstetrícia
Em certos casos, o fentanil é administrado por via intratecal como parte da raquianestesia ou peridural para anestesia e analgesia peridural. Por causa da alta solubilidade lipídica do fentanil, seus efeitos são mais localizados do que a morfina, e alguns médicos preferem usar morfina para obter uma disseminação mais ampla da analgesia. No entanto, é amplamente usado em anestesia obstétrica devido ao seu curto tempo para o pico de ação (cerca de 5 min), ao término rápido de seu efeito após uma única dose e à ocorrência de estabilidade cardiovascular relativa. Em obstetrícia, a dose deve ser rigorosamente regulamentada para evitar a transferência de grandes quantidades da mãe para o feto. Em altas doses, a droga pode atuar no feto causando dificuldade respiratória pós-natal. Por esse motivo, agentes de ação mais curta, como alfentanil ou remifentanil, podem ser mais adequados no contexto de indução de anestesia geral.

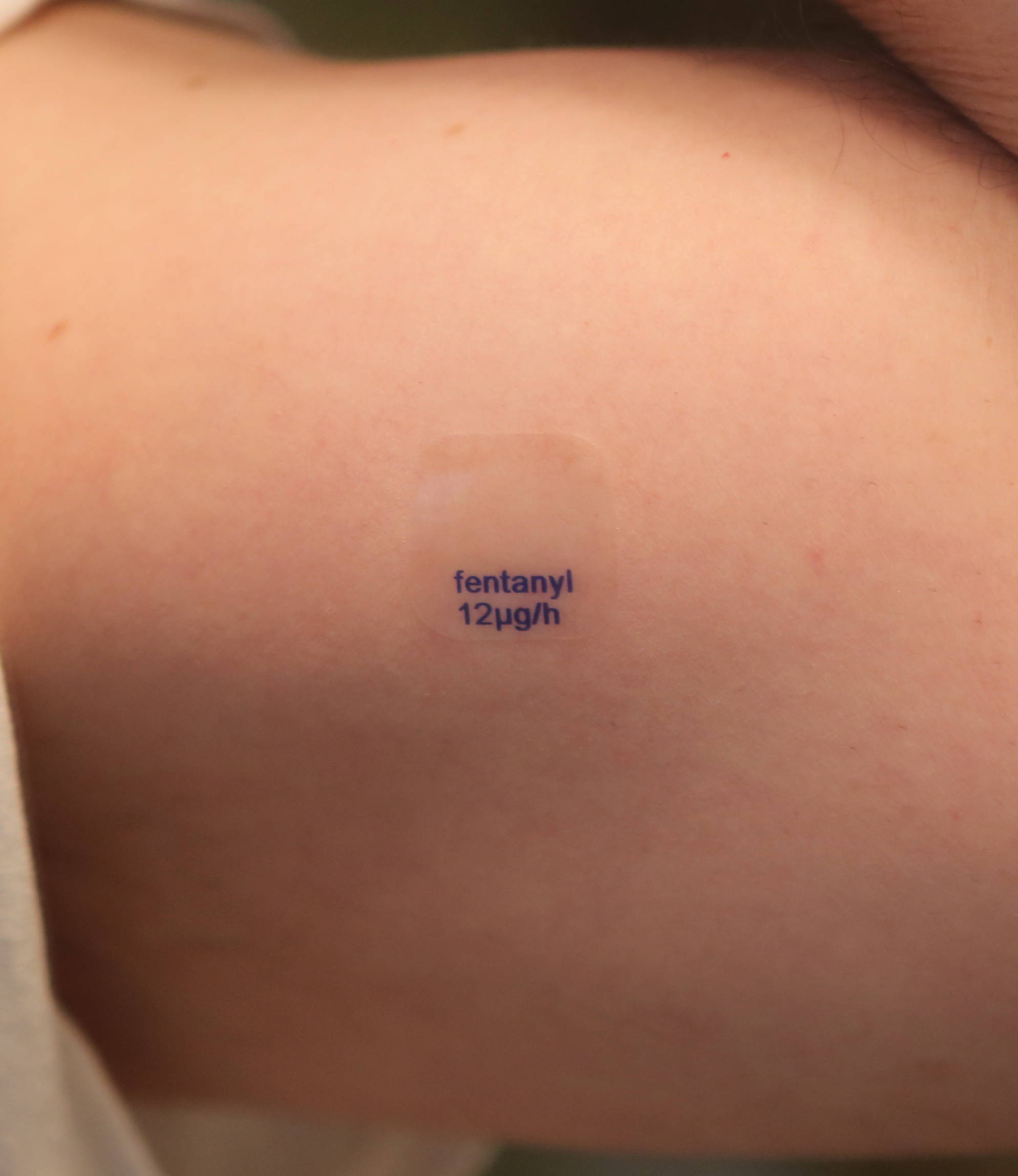
Um adesivo transdérmico de fentanil com uma taxa de liberação de 12 microgramas por hora, no braço de uma pessoa

### Controle da dor
Os efeitos analgésicos do fentanil são semelhantes aos da morfina e outros opioides. O fentanil é cerca de 100 vezes mais potente que a morfina. O intervalo até alcançar o efeito analgésico máximo depois da administração intravenosa do fentanil (~ 5 min) é expressivamente menor que o da morfina e da meperidina (~ 15 min). A recuperação dos efeitos analgésicos também ocorre mais rapidamente. Entretanto, com as doses mais altas ou as infusões prolongadas, os efeitos desses fármacos tornam-se mais duradouros e as durações das ações tornam-se semelhantes às dos opioides de ação prolongada.

#### Dor crônica
O uso da fentanil e da sufentanila no tratamento das dores crônicas tornou-se mais difundido. O desenvolvimento de novas vias de administração minimamente invasivas para o fentanil facilitou o uso desses compostos no tratamento das dores crônicas. Existem placas transdérmicas que produzem liberação contínua de fentanil por 48-72 h, permitindo o controle da dor de longa duração. A dosagem é baseada no tamanho do adesivo, pois, em geral, a taxa de absorção transdérmica é constante em uma temperatura cutânea constante. A taxa de absorção depende de vários fatores. A temperatura corporal, o tipo de pele, a quantidade de gordura corporal e a colocação do adesivo podem ter efeitos importantes. Os diferentes sistemas de entrega usados por diferentes fabricantes também afetarão as taxas individuais de absorção. Em circunstâncias normais, o adesivo atingirá seu efeito total em 12 a 24 horas; portanto, os adesivos de fentanil geralmente são prescritos com um opioide de ação rápida (como morfina ou oxicodona) para lidar com a dor irruptiva. Não está claro se o fentanil proporciona alívio da dor em longo prazo para pessoas com dor neuropática.

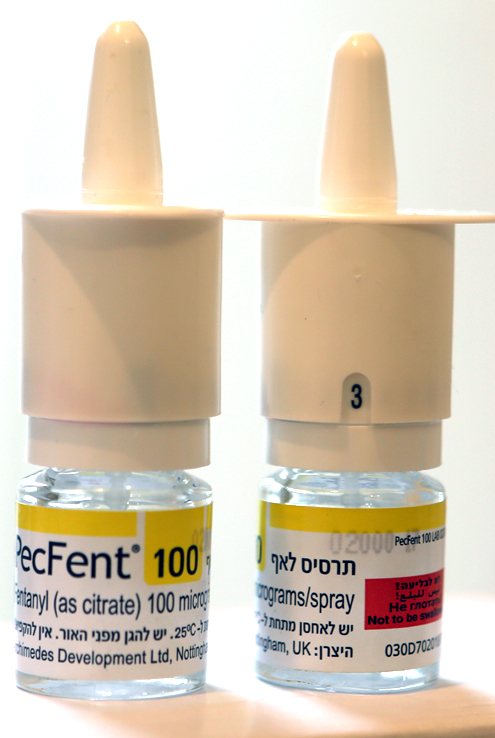
Um spray nasal de fentanil com uma concentração de 100 μg

#### Dor aguda
O fentanil sublingual se dissolve rapidamente e é absorvido pela mucosa sublingual para fornecer analgesia rápida. O fentanil é um composto altamente lipofílico, que é bem absorvido por via sublingual e geralmente bem tolerado. Essas formas são particularmente úteis para episódios de dor oncológica irruptiva, que costumam ter início rápido, duração curta e intensidade intensa.

## Efeitos adversos
Os efeitos colaterais mais comuns do fentanil, que afetam mais de 10% das pessoas, incluem náusea, vómito, prisão de ventre, boca seca, sonolência, confusão e astenia (fraqueza). Com menos frequência, em 3-10% dos indivíduos, o fentanil pode causar dor abdominal, dor de cabeça, fadiga, anorexia e perda de peso, tontura, nervosismo, ansiedade, depressão, sintomas semelhantes aos da gripe, dispepsia (indigestão), falta de ar, hipoventilação, apneia e retenção urinária. O uso de fentanil também foi associado à afasia. Apesar de ser um analgésico mais potente, o fentanil tende a induzir menos náuseas, bem como menos coceira mediada pela histamina, do que a morfina

### Depressão respiratória
O efeito adverso mais perigoso do fentanil é a depressão respiratória, ou seja, a diminuição da sensibilidade ao dióxido de carbono levando a uma taxa reduzida de respiração, o que pode causar lesão cerebral anóxica ou morte. Esse risco diminui quando as vias aéreas são protegidas com um tubo endotraqueal (como durante a anestesia). Esse risco é maior em grupos específicos, como aqueles com apneia obstrutiva do sono.
Assim como com outros opioides potentes, a depressão respiratória está relacionada à dose e pode ser revertida pelo uso de um antagonista opioide específico; contudo, doses adicionais podem ser necessárias uma vez que a depressão respiratória pode ser mais duradoura que a ação do antagonista opioide. A analgesia profunda está acompanhada por depressão respiratória marcante, que pode persistir ou recorrer durante o período pós-operatório. Portanto, como ocorre com outros depressores do sistema nervoso central, os pacientes sob efeito de Fentanil devem receber vigilância médica adequada, devendo-se contar com equipamento para ressuscitação e antagonista opioide à disposição. A hiperventilação durante a anestesia pode alterar a resposta do paciente ao CO2, afetando, então, a respiração no pós-operatório. No período pós-operatório, quando houver necessidade de analgésicos com atividade opioide, deve-se ter em mente a dose total de Fentanil já administrada. Como o efeito depressor respiratório de Fentanil pode se prolongar além da duração de seu efeito analgésico, as doses de analgésicos opioides devem ser reduzidas a 1/4 ou 1/3 das habitualmente recomendadas.

### Coração e vasos sanguíneos
- Bradicardia: o fentanil diminui a frequência cardíaca, aumentando o tônus do nervo vagal no tronco encefálico, o que aumenta o impulso parassimpático.

- Vasodilatação: também vasodilata os vasos sanguíneos venosos e arteriais por meio de um mecanismo central, principalmente ao diminuir a velocidade dos centros vasomotores no tronco cerebral. Em menor grau, ele faz isso afetando diretamente os vasos sanguíneos. Isso é muito mais profundo em pacientes que já apresentam um impulso simpático aumentado, como pacientes com pressão alta ou insuficiência cardíaca congestiva. Não afeta a contratilidade do coração quando são administradas doses regulares.

### Rigidez muscular
Se grandes concentrações de fentanil forem administrados rapidamente, a rigidez muscular das cordas vocais pode tornar a ventilação com bolsa-máscara muito difícil.  O mecanismo exato desse efeito é desconhecido, mas pode ser prevenido e tratado com bloqueadores neuromusculares.

## Overdose

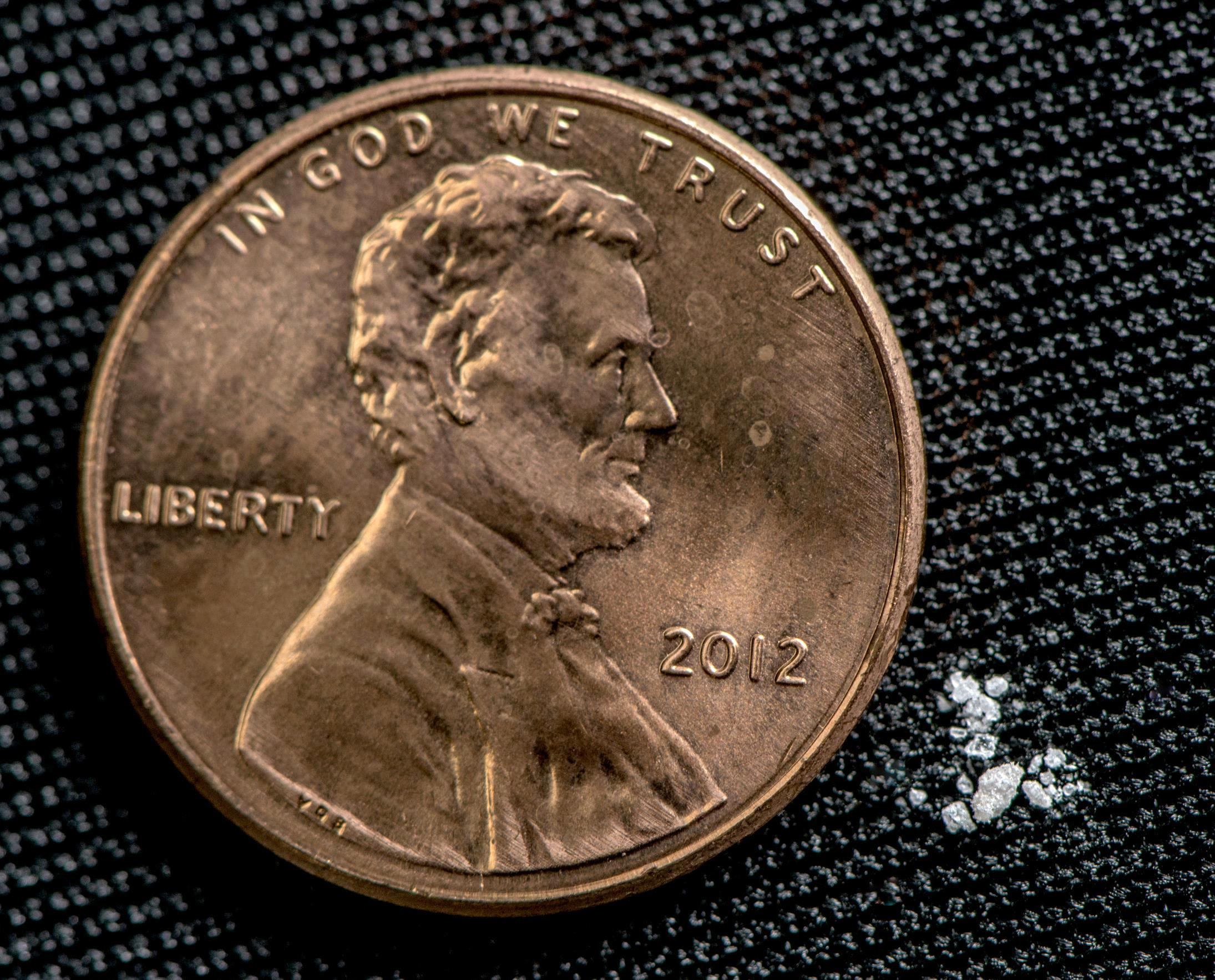
2 miligramas de fentanil, uma dose letal para a maioria das pessoas quando injetada. O diâmetro de um centavo dos EUA é 19,05 mm ou 0,75 polegadas

A naloxona pode reverter completa ou parcialmente uma overdose de opioides. Em julho de 2014, a Agência Reguladora de Medicamentos e Produtos de Saúde (MHRA) do Reino Unido emitiu um alerta sobre o potencial de risco de vida da exposição acidental a adesivos transdérmicos de fentanil, especialmente em crianças, e aconselhou que eles deveriam ser dobrados , com o lado adesivo para dentro, antes de ser descartado. Os adesivos devem ser mantidos longe de crianças, que apresentam maior risco de superdosagem de fentanil. Nos EUA, o fentanil e os análogos do fentanil causaram mais de 29.000 mortes em 2017, um grande aumento nos quatro anos anteriores.

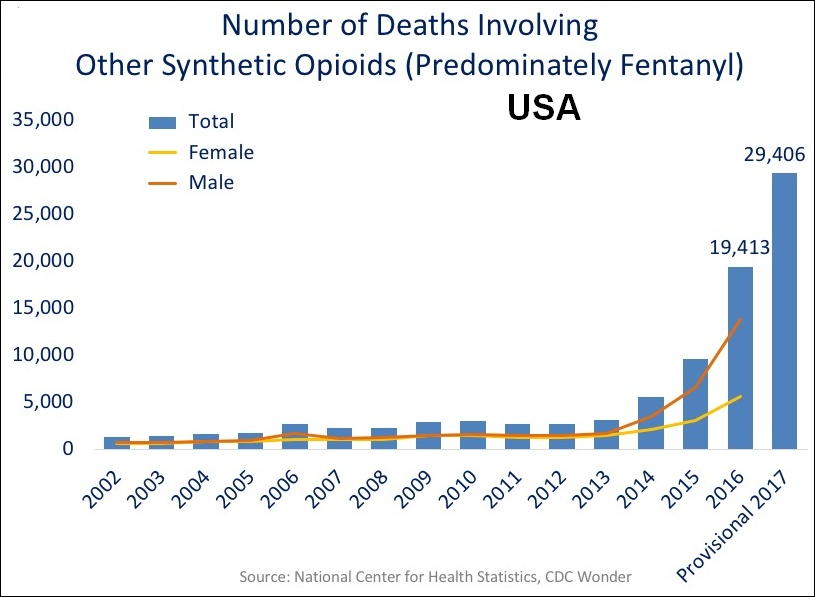
Cronograma dos EUA. Mortes envolvendo outros opioides sintéticos, predominantemente Fentanyl

A morte por overdose de fentanil continua sendo uma preocupação nacional de saúde pública no Canadá desde setembro de 2015. Em 2016, as mortes por overdoses fatais de fentanil na província de British Columbia foram em média de duas pessoas por dia. Em 2017, a taxa de mortalidade aumentou mais de 100% com 368 mortes relacionadas com overdose na Colúmbia Britânica entre janeiro e abril de 2017.
Em 2018, o fentanil era o opioide mais comumente listado nas mortes por overdose de drogas, ultrapassando a heroína. De 2013 a 2016, as mortes por overdose envolvendo fentanil aumentaram 113% ao ano.

## Farmacologia

### Classificação
Como a maioria dos opioides usados clinicamente, o fentanil produz seus efeitos farmacológicos por meio da ativação do receptor opioide μ (MOR) com baixa afinidade para os receptores opioides delta e kappa. O fentanil é um agonista opioide fenilpiperidina lipofílico, sintético, ao contrário da morfina, que é um alcalóide extraído da papoula do ópio.

### Estrutura-atividade
As estruturas dos opioides compartilham muitas semelhanças. Enquanto opioides como codeína, hidrocodona, oxicodona e hidromorfona são sintetizados por modificações simples de morfina, o fentanil e seus parentes são sintetizados por modificações de meperidina.] A meperidina é um opioide totalmente sintético, e outros membros da família da fenilpiperidina, como alfentanil e sufentanil, são versões complexas dessa estrutura.
Como outros opioides, o fentanil é uma base fraca altamente solúvel em lipídios, ligada a proteínas e protonada em pH fisiológico.  Todos esses fatores permitem que ele atravesse rapidamente as membranas celulares, contribuindo para seu rápido efeito no corpo e no sistema nervoso central.

### Absorção, distribuição, metabolismo e excreção
Esses fármacos são altamente lipossolúveis e atravessam prontamente a barreira hematencefálica. Isso é refletido na meia-vida de equilíbrio entre o plasma e o líquido cerebrospinal de ~ 5 min com o fentanil e a sufentanila. Os níveis no plasma e no líquido cerebrospinal declinam rapidamente em consequência da redistribuição do fentanil dos tecidos profusamente perfundidos para outros tecidos como músculos e gordura. À medida que ocorre a saturação dos tecidos menos perfundidos, a duração dos efeitos do fentanil e da sufentanila aproxima-se da sua meia-vida de eliminação (3-4 h). O fentanil e a sufentanila são metabolizadas no fígado e excretadas pelos rins. Com a utilização de doses mais altas ou infusões prolongadas, há acúmulo do fármaco, saturação progressiva dos mecanismos de depuração e prolongamento das ações do fentanil e da sufentanila.

### Toxicidade
O fentanil tem um LD50 intravenoso de 2,91mg / kg em ratos, um LD50 oral de 18mg / kg em ratos e 368mg / kg em camundongos. O LD50 em humanos não é conhecido.
Os sintomas de sobredosagem incluem depressão respiratória, sonolência, estupor, coma, flacidez do músculo esquelético, pele fria e pegajosa, constrição pupilar, edema pulmonar, bradicardia, hipotensão, obstrução das vias aéreas, ronco atípico e morte. Em caso de sobredosagem, os pacientes devem receber naloxona ou nalmefeno para reverter a ação dos opioides, bem como medidas de suporte para manter as vias aéreas ou suporte avançado de vida em caso de parada cardíaca.

### Sistema Cardiovascular
O fentanil e seus derivados reduzem a frequência cardíaca e podem diminuir levemente a pressão arterial. Entretanto, esses fármacos não liberam histamina e os efeitos depressores diretos no miocárdio são mínimos. Por essa razão, doses altas do fentanil ou da sufentanila são utilizadas comumente como anestésico principal para pacientes submetidos a operações cardiovasculares ou com função cardíaca comprometida.

### Sistema Nervoso Central
O fentanil e seus congêneres são analgésicos extremamente potentes e, em geral, têm ação muito curta quando são administrados por via parenteral. Assim como ocorre com outros opioides, podem ocorrer náuseas, vômitos e prurido. Embora possa ocorrer após administração de todos os narcóticos, a rigidez muscular parece ser mais comum após administração das doses altas utilizadas na indução anestésica. A depressão respiratória é semelhante à observada com outros agonistas dos receptores opioides, mas seu início é mais rápido. Assim como ocorre com a morfina e a meperidina, a depressão respiratória tardia também pode ser observada depois da administração da fentanil ou da sufentanila, possivelmente em consequência da circulação êntero-hepática. As doses altas do fentanil podem causar excitação neurológica e raramente atividade convulsiva nos seres humanos. O fentanil produz efeitos mínimos na pressão intracraniana quando a ventilação é controlada e não se permite que a concentração arterial do CO2 aumente.

### Efeitos terapêuticos
- Alívio da dor: principalmente, o fentanil fornece o alívio da dor, agindo no cérebro e nos receptores μ espinhais.[43]
- Sedação: o fentanil produz sono e sonolência, conforme a dosagem é aumentada, e pode produzir as ondas δ frequentemente observadas no sono natural no eletroencefalograma.[43]
- Supressão do reflexo da tosse: o fentanil pode diminuir a luta contra um tubo endotraqueal e a tosse excessiva ao diminuir o reflexo da tosse, tornando-se útil ao intubar pessoas que estão acordadas e com vias aéreas comprometidas.[43] Depois de receber uma dose alta de fentanil, as pessoas também podem ter tosse paradoxal, que é um fenômeno que não é bem compreendido.[43]

### Detecção em fluidos biológicos
O fentanil pode ser medido no sangue ou na urina para monitorar o abuso, ou confirmar o diagnóstico de envenenamento ou auxiliar em uma investigação médico-legal de morte. Os imunoensaios comercialmente disponíveis são freqüentemente usados como testes de triagem inicial, mas as técnicas cromatográficas são geralmente usadas para confirmação e quantificação. O teste Marquis Color também pode ser usado para detectar a presença de fentanil. Usando formaldeído e ácido sulfúrico, a solução ficará roxa quando introduzida nas drogas do ópio. As concentrações de fentanil no sangue ou plasma devem estar na faixa de 0,3–3,0 μg / L em pessoas que usam o medicamento terapeuticamente, 1–10 μg / L em pessoas intoxicadas e 3–300 μg / L em vítimas de superdosagem aguda. A espectrometria de massa por spray de papel (PS-MS) pode ser útil para o teste inicial de amostras.

### Mecanismo de Dessensibilização
Os receptores opioides são um tipo de receptores acoplados à proteína G (GPCRs) e tornam-se ativados quando ligados a um opioide. No entanto, a ativação da proteína G afeta os neurônios nas vias da dor, reduzindo a excitabilidade ao longo das membranas celulares. Isso se deve à redução do adenosina monofosfato cíclico (AMPc), causando diminuição da atividade dos canais de Na + e Ca + e, consequentemente, resultando em analgesia. Ao longo do tempo, as alterações no mecanismo da proteína G do receptor podem dessensibilizar os receptores opioides e reduzir a analgesia. Isso foi demonstrado em modelos animais em que a dessensibilização é causada por proteínas regulatórias intracelulares ou enzimas (GPCR quinases,   -arrestinas e adenilil ciclase) que desacoplam os receptores opioides da proteína G ou "trocam" o acoplamento a uma proteína G não analgésica que reduz atividade analgésica.

## Uso ilícito

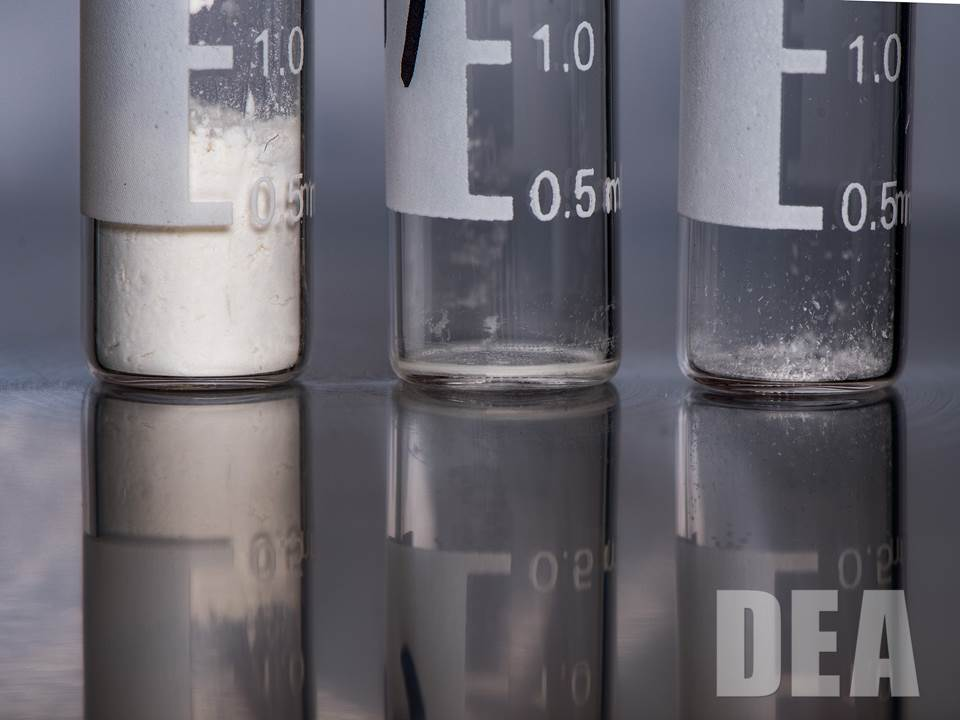
Comparação das doses letais de heroína, carfentanil e fentanil de acordo com a Administração de Repressão às Drogas dos Estados Unidos

O uso ilícito de fentanil farmacêutico e seus análogos apareceu pela primeira vez em meados da década de 1970 na comunidade médica e continua até o presente. Mais de 12 análogos diferentes de fentanil, todos não aprovados e produzidos clandestinamente, foram identificados no tráfico de drogas dos EUA. Em fevereiro de 2018, a U.S. Drug Enforcement Administration indicou que os análogos ilícitos de fentanil não têm uso clinicamente válido e, portanto, aplicou uma classificação de "Tabela I" a eles.
Os análogos do fentanil podem ser centenas de vezes mais potentes do que a heroína. O fentanil é usado por via oral, fumado, inalado ou injetado. O fentanil às vezes é vendido como heroína ou oxicodona, às vezes levando a overdoses. Muitas overdoses de fentanil são inicialmente classificadas como overdoses de heroína.
Às vezes, o fentanil é vendido no mercado negro na forma de adesivos transdérmicos de fentanil, como o Duragesic, desviado de suprimentos médicos legítimos. O gel de dentro dos adesivos às vezes é ingerido ou injetado.
Outra forma de fentanil que apareceu nas ruas é a formulação de pirulito Actiq. O preço de varejo da farmácia varia de US$ 15 a US$ 50 por unidade com base na força do losango, com o custo do mercado negro variando de US$ 5 a US$ 25, dependendo da dose. Os procuradores-gerais de Connecticut e Pensilvânia lançaram investigações sobre seu desvio do mercado farmacêutico legítimo, incluindo as "vendas e práticas promocionais da Actiq da Cephalon.
O uso não medicinal de fentanil por indivíduos sem tolerância a opioides pode ser muito perigoso e resultou em várias mortes. Mesmo aqueles com tolerância a opiáceos correm alto risco de overdoses. Como todos os opioides, os efeitos do fentanil podem ser revertidos com naloxona ou outros antagonistas opioides. A naloxona está cada vez mais disponível ao público. Os opioides de ação prolongada ou de liberação sustentada podem exigir dosagem repetida. O pó de fentanil sintetizado ilicitamente também apareceu no mercado dos Estados Unidos. Devido à força extremamente alta do pó de fentanil puro, é muito difícil diluí-lo apropriadamente e, muitas vezes, a mistura resultante pode ser muito forte e, portanto, muito perigosa.
Alguns traficantes de heroína misturam fentanil em pó com heroína para aumentar a potência ou compensar a heroína de baixa qualidade. Em 2006 o fentanil não farmacêutico fabricado ilegalmente, frequentemente misturado com cocaína ou heroína, causou um surto de mortes por overdose nos Estados Unidos e Canadá, fortemente concentrado nas cidades de Dayton, Chicago, Detroit e Filadélfia.

## Uso na medicina veterinária
Fentanil em formulação injetável é comummente usado para analgesia e como um componente de sedação balanceada e anestesia geral em animais pequenos. Sua potência e curta duração de ação o tornam particularmente útil em pacientes críticos. Além disso, tende a causar menos vômitos e regurgitação do que outros opiáceos puros (codeína, morfina) e agonistas opioides puros sintéticos (oxicodona, hidromorfona) quando administrados em infusão pós-operatória contínua. Tal como acontece com outros agonistas opioides puros, o fentanil pode estar associado à disforia em cães e gatos.
O fentanil transdérmico também tem sido usado por muitos anos em cães e gatos para analgesia pós-operatória. Isso geralmente é feito com adesivos de fentanil off-label fabricados para humanos com dor crônica. Em 2012, uma solução transdérmica altamente concentrada (50 mg / mL), de nome comercial Recuvyra, tornou-se comercialmente disponível apenas para cães. O medicamento foi aprovado pela FDA para fornecer quatro dias de analgesia após uma única aplicação antes da cirurgia. Não é aprovado para doses múltiplas ou outras espécies. O medicamento também foi aprovado na Europa.

## Comparações à morfina
- É 100 vezes mais potente, mas é naturalmente usado em doses 100 vezes menores, portanto o efeito é semelhante.[carece de fontes?]
- Tem um início de ação mais rápido do que a morfina, e uma menor meia-vida.
- É ideal para administração pelo próprio doente (através de uma bomba especial com um botão), que pode administrar em resposta às dores flutuantes da doença crônica.
- Os efeitos secundários surgem com menor intensidade.
- É geralmente utilizada em doentes com dor estável e controlada anteriormente com outro opioide potente (ex.: morfina).